# Jerome E. Singer
Jerome Everett Singer (29. April 1934 in New York City – 21. April 2010) war ein US-amerikanischer Psychologe.
Er war Gründungsprofessor des Instituts für medizinische und klinische Psychologie an der Uniformed Services University of the Health Sciences in Bethesda.
Zusammen mit Stanley Schachter gilt er als Begründer der Zwei-Faktoren-Theorie der Emotion. Ebenfalls war Singer eines der 14 Mitglieder des Komitees für menschliche Leistungsfähigkeit des NRC (National Research Council) im Jahr 1985. Singer hatte Einfluss auf die als kognitive Wende bekannte Neuausrichtung der modernen Psychologie. Am bedeutendsten war seine Expertise über die verschiedenen psychologischen und physiologischen Auswirkungen von diversen Stressfaktoren.

## Leben und Ausbildung
Jerome E. Singer wurde 1934 in der Bronx in New York City geboren. Seinen Abschluss an der University of Michigan machte er 1956 und promovierte 1960 an der University of Minnesota. Er studierte unter Stanley Schachter, welcher ein Student von Kurt Lewin gewesen war. Nachdem er zum Mitglied der Academy of Behavioral Medicine Research (zu deutsch: Akademie der Forschung zur Verhaltensmedizin) geworden war, wurde er Professor an der Pennsylvania State University und an der State University of New York’s Stony Brook campus. Im Jahr 1976 wechselte er an die Uniformed Services University of the Health Sciences (zu deutsch: Militärische Universität der Gesundheitswissenschaften), wo er das Institut für medizinische und klinische Psychologie gründete.
Im April 2010 starb er im Alter von 75 Jahren an einer Hirnblutung. Er hinterließ seine Frau Linda Ascher, mit der er 52 Jahre verheiratet gewesen war, und drei gemeinsame Kinder.

## Karriere
Jerome Singer war eines der vierzehn Mitglieder des Komitees für menschliche Leistungsfähigkeit des NRC (National Research Council) im Jahr 1985. In einer kleinen Forschungsgruppe untersuchte er eine neue Variante der medizinischen Psychologie, welche die Sozialpsychologie, die Psychopathologie und die Psychobiologie vereinen sollte. Das Themengebiet der medizinischen Psychologie umfasst physikalische und psychische Gesundheit. Singers Hauptaugenmerk lag dabei auf den Auswirkungen von Stress auf die Gesundheit.
Singer wird als „bester zweiter Autor“ der Psychologie bezeichnet, da er mit Stanley Schachter, Dave Glass, Andy Baum und Leon Festinger zusammen veröffentlichte. Zu den Dingen, mit denen er sich in seiner Laufbahn beschäftigte, gehörten unter anderem die kognitive Veränderung von Gefühlszuständen, Machiavellismus, Auswirkungen von Lärm, die psychosozialen Auswirkungen und Prozesse im Kontext der Organtransplantation, Typ-A-Verhaltensweise und mögliche Tiermodelle und Stress und die Verschränkungen von Psychologie und der öffentlichen Gesundheit.
Am bekanntesten wurde Jerome Singer durch die Veröffentlichung der Zwei-Faktoren-Theorie der Emotion, welche er 1962 zusammen mit Stanley Schachter aufstellte. Diese neue Theorie in der Emotionsforschung zog kognitive Faktoren in Betracht, was vor der kognitiven Wende, die einige Jahre zuvor eingeläutet wurde, nicht geschehen war. Schachter und Singer formulierten eine Theorie des emotionalen Erlebens innerhalb des kognitiven Paradigmas und dessen Terminologien. Das entwickelte Modell zeigte, dass ein Umweltreiz (emotionale Erregung) wahrgenommen und interpretiert wurde. Dieses wiederum führe zu einem allgemeinen autonomen Arousal, welcher in den jeweiligen Kontext eingeordnet, das Individuum eine spezifische Emotion erfahren lässt, die ebenfalls wahrgenommen und interpretiert wird. Donald Dutton und Arthur Aron leiteten im Jahr 1974 eine Studie an, die die Theorie empirisch bekräftigte.
Die Kritik, die aus wissenschaftlichen Kreisen häufig geäußert wurde, zielte besonders auf den gesetzten Schwerpunkt, das allgemeine Erregungsmuster, ab. Die Behauptung, dass emotionale Prozesse im vegetativen Nervensystem stattfinden, haben Singer und Schachter nicht weiter erläutert und wurden auch dafür kritisiert.
Zwei große alternative Theorien wurden später veröffentlicht: Die Facial-Feedback-Hypothese, welche davon ausgeht, dass Emotionen von der Interpretation der Gesichtsmuskelaktivität abhängen, sowie die „Theory of constructed emotion“ von Lisa Feldman Barrett, die besagt, dass alle Emotionen in zwei Dimensionen (Valenz und Arousal) dargestellt werden können.

## Veröffentlichungen (Auswahl)
- Cognitive Alteration of Feeling States: A Historical Background. Von Jerome E. Singer ist eine wissenschaftliche Publikation veröffentlicht im wissenschaftlichen Journal Integration of Physiological and Behavioral Science. In diesem Artikel greift Singer die Idee auf, dass eine Person sowohl auf objektive vom Versuchsaufbau bestimmte Reize antwortet und reagiert, als auch auf Reize die subjektiv und apperzeptiv definiert werden.
- Cognitive Social and Physiological Determinants of Emotional State von Stanley Schachter und Jerome E. Singer ist eine wissenschaftliche Publikation veröffentlicht im wissenschaftlichen Journal Psychological Review im September 1962.
- Urban Stress: Experiments on Noise and Social Stressors von David C. Glass und Jerome E. Singer
- Teaching Psychology in the Medical Curriculum: Students’ Perceptions of a Base Science Course in Medical Psychology von David Krantz, Lynn Durel, Jerome E. Singer und Robert Gatchel ist eine wissenschaftliche Publikation veröffentlicht im wissenschaftlichen Journal The Teaching of Psychology im Jahr 1983.
- Apartment Noise, Auditory Discrimination, and Reading Ability in Children von Sheldon Cohen, David C. Glass und Jerome E. Singer ist eine wissenschaftliche Publikation die 1973 im wissenschaftlichen Journal Journal of Experimental Social Psychology veröffentlicht wurde.
- Perceived Control of Aversive Stimulation and the Reduction of Stress Responses von David C. Glass, Jerome E. Singer, H. Skipton Leonard, David Krantz, Sheldon Cohen und Halleck Cummings wurde 1973 im Journal of Personality veröffentlicht.
- Behavioral Consequences of Exposure to Uncontrollable and Unpredictable Noise von Bruce Reim, David C. Glass und Jerome E. Singer wurde im Journal of Applied Social Psychology 1971 veröffentlicht.
- Psychic Cost of Adaptation to an Environmental Stressor von David C. Glass, Jerome E. Singer und Lucy N Friedman wurde 1969 im Journal of Personality and Social Psychology veröffentlicht.

## Belege
1. 1 2 3 4 5  In Appreciation: Jerome E. Singer. In: Observer. 23. Jahrgang, Nr. 7, 1. September 2010 (psychologicalscience.org).
2. 1 2  Jerome Singer, James M. Williams Sr., Charles W. Craven. via washingtonpost.com, 2. Mai 2010.

| Personendaten    | Personendaten                               |
| ---------------- | ------------------------------------------- |
| NAME             | Singer, Jerome E.                           |
| ALTERNATIVNAMEN  | Singer, Jerome Everett (vollständiger Name) |
| KURZBESCHREIBUNG | amerikanischer Sozialpsychologe             |
| GEBURTSDATUM     | 29. April 1934                              |
| GEBURTSORT       | New York City                               |
| STERBEDATUM      | 21. April 2010                              |